# Håkan Algotsson
Håkan Algotsson, född 5 augusti 1966 i Tyringe i Finja församling, förste svenske ishockeymålvakt att vinna både OS (1994) och VM (1992) - sedan dess har tre stycken upprepat bedriften (Tommy Salo, Henrik Lundqvist och Stefan Liv). Mitt under Vinter-OS 1994 blev Algotsson tvungen att åka hem för att hans hustru skulle föda barn. Algotsson representerade under elitseriekarriären Västra Frölunda HC utom en misslyckad säsong (1999/2000) då han provade på den tyska proffsligan i Starbulls Rosenheim.